# Santa Fé do Araguaia
Pour les articles homonymes, voir Santa Fe.
Santa Fé do Araguaia est une municipalité brésilienne située dans l'État du Tocantins.